# Spencer Achtymichuk
Spencer Achtymichuk (* 31. Oktober 1994 in Kanada) ist ein kanadischer Schauspieler, der vor allem durch seine Rolle als Johnny „JJ“ Bannerman in der Fernsehserie Dead Zone bekannt ist. Diese hatte er von der ersten bis zur fünften Staffel in insgesamt 24 Episoden inne, ehe er ab der sechsten Staffel durch den knapp zwei Wochen älteren Connor Price ersetzt wurde, der ab diesem Zeitpunkt in die Rolle des Johnny „JJ“ Bannerman schlüpfte.

## Leben
Seine Karriere als Schauspieler begann der im Jahre 1994 in Kanada geborene Spencer Achtymichuk bereits in jungen Jahren, als er unter anderem auch in verschiedenen Kinder- und Schultheaterstücken eingesetzt wurde. Zu seinem ersten Engagement im Film- und Fernsehgeschäft kam er 2001 im Kurzfilm Still Life, with Scissors, wo er in der Rolle des Jimmy zu sehen war, ehe er im Jahre 2002 zu seinem internationalen Durchbruch kam. In diesem Jahr wurde er in der Nebenrolle des Johnny „JJ“ Bannerman in den Cast der Fernsehserie Dead Zone geholt. Dabei war er ab der ersten Staffel als Sohn von Sarah Bracknell Bannerman (gespielt von Nicole de Boer) und Sheriff Walter „Walt“ Bannerman (Chris Bruno) im Einsatz und brachte bis zu seinem Ausscheiden aus der Serie in der fünften Staffel (2006) auf Auftritte in 24 verschiedenen Episoden. Für sein Engagement in der Serie wurde er unter anderem 2005 für einen Young Artist Award in der Kategorie „Best Performance in a TV Series (Drama) – Supporting Young Actor“ und 2006 für einen Young Artist Award in der Kategorie „Best Performance in a Television Series – Recurring Young Actor“ nominiert, konnte allerdings in beiden Fällen die Auszeichnung nicht gewinnen. Außerdem schaffte er es im Jahre 2002 in der kleinen Nebenrolle des James Pratt in den Cast der deutsch-kanadischen Co-Produktion Heart of Ameria. Des Weiteren wurde der Nachwuchsschauspieler in diesem Jahr in verschiedenen anderen namhaften Fernsehserien eingesetzt, brachte es allerdings immer nur auf einen Einsatz in jeweils einer Episode. In den Serien Special Unit 2 – Die Monsterjäger, My Guide to Becoming a Rock Star und Jeremiah – Krieger des Donners wurde er dabei eingesetzt.
Im Jahre 2003 kam er zu einem Engagement im Film Ein Schlitzohr namens Santa Claus, wo er allerdings auch nur in einer kleinen Nebenrolle in Erscheinung trat. Außerdem wurde er in diesem Jahr in einer wiederkehrenden Rolle in den Cast von Dead Like Me – So gut wie tot geholt. Dabei hatte er die Rolle des kleinen Charlie inne, in der er unter anderem erstmals in der 13. Folge der ersten Staffel zu sehen war, als er zum ersten Mal als Seelensammler von Tieren im Einsatz war und dabei die Seele eines Hasen mitnimmt. Erst ein knappes Jahr später wurden weitere zwei Episoden, in denen Achtymichuk beteiligt war, veröffentlicht. Dabei war er in der achten und 13. Episode der zweiten Staffel der Serie ein weiteres Mal als Charlie zu sehen, wo er in der erstgenannten Episode die Seele eines Warans mitnimmt und in der letztgenannten Episode, als er die Seele von G.H., dem Hund der Familie von Georgia „George“ Lass (Ellen Muth), einsammelt. Auf mehrere verschiedene Einsätze kam Achtymichuk auch im Jahre 2004, als er unter anderem in jeweils einer Episode von The Chris Isaac Show und Touching Evil eingesetzt wurde. Noch dazu mimte er im Film The Thing Below den jungen Cole Griffin, der in seiner erwachsenen Form von Jim Thorburn gespielt wurde. Außerdem verzeichnete er einen Einsatz im Kinofilm The Final Cut – Dein Tod ist erst der Anfang, wo er in die Rolle des sechsjährigen Jason Monroe schlüpfte, der als Erwachsener von Chris Britton verkörpert wurde. Nachdem er in der Zeit danach vorwiegend in Dead Zone tätig gewesen war, kam er im Jahre 2007 zu einem Auftritt in einer Episode von Masters of Horror sowie als junger Flash Gordon zu Auftritten in zwei aufeinanderfolgenden Episoden der ab 2007 veröffentlichten Fernsehserie Flash Gordon.

## Filmografie
Filmauftritte (auch Kurzauftritte)
- 2001: Still Life, with Scissors
- 2002: Heart of America
- 2003: Ein Schlitzohr namens Santa Claus (Stealing Christmas)
- 2004: The Thing Below
- 2004: The Final Cut – Dein Tod ist erst der Anfang (The Final Cut)
- 2007: We all scream for ice-cream

Serienauftritte (auch Gast- und Kurzauftritte)
- 2002–2006: Dead Zone (The Dead Zone) (24 Episoden)
- 2002: Special Unit 2 – Die Monsterjäger (Special Unit 2) (1 Episode)
- 2002: My Guide to Becoming a Rock Star (1 Episode)
- 2002: Jeremiah – Krieger des Donners (Jeremiah) (1 Episode)
- 2003–2004: Dead Like Me – So gut wie tot (Dead Like Me) (3 Episoden)
- 2004: The Chris Isaac Show (1 Episode)
- 2004: Touching Evil (1 Episode)
- 2007: Masters of Horror (1 Episode)
- 2007: Flash Gordon (2 Episoden)

## Nominierungen
- 2005: Young Artist Award in der Kategorie „Best Performance in a TV Series (Drama) – Supporting Young Actor“ für ihr Engagement in Dead Zone[1]
- 2006: Young Artist Award in der Kategorie „Best Performance in a Television Series – Recurring Young Actor“ für ihr Engagement in Dead Zone[2]